# Hallomenus binotatus
Hallomenus binotatus là một loài bọ cánh cứng trong họ Tetratomidae. Loài này được Quensel miêu tả khoa học đầu tiên năm 1790.